# Prejudiciële vraag
Een prejudiciële vraag is een rechtsvraag van een rechter aan een hoger gerecht (bijvoorbeeld van de Hoge Raad der Nederlanden aan het Hof van Justitie van de Europese Unie), betreffende de uitleg van een rechtsregel. Hangende de behandeling van die vraag bij de hogere rechter, wordt de procedure voor de lagere rechter geschorst. De lagere rechter zal na de prejudiciële uitspraak zelf ook uitspraak doen met toepassing van de prejudiciële uitspraak. De hogere rechter beslist dus slechts over de gestelde rechtsvraag en doet niet zelf uitspraak, maar de rechtsvraag is uiteraard meestal van grote invloed op de zaak.

## Europese Unie
Het recht van de Europese Unie is recht van een eigen rechtsorde, dat uit eigen hoofde directe werking heeft in de nationale rechtsstelsels van lidstaten, zelfs als hun nationale constitutioneel recht vereist dat internationale verdragen eerst in nationale wetgeving dienen te worden omgezet. Om een uniforme interpretatie af te dwingen, is in artikel 267 van het Verdrag betreffende de werking van de Europese Unie de mogelijkheid geschapen om een prejudiciële vraag aan het Hof van Justitie van de Europese Unie te stellen wanneer zich een rechtsvraag betreffende interpretatie of toepassing van Europees recht voordoet. Voor lagere instanties is dit een mogelijkheid, maar wanneer geen hoger beroep mogelijk is, is dit een verplichting.
Op deze regel bestaan drie uitzonderingen. Ten eerste is het mogelijk dat een van de partijen een situatie opzettelijk grensoverschrijdend heeft gemaakt om op die manier Europese regelgeving te kunnen gebruiken. Deze vorm van misbruik van recht kan een rechter negeren. Vaker komt het echter voor dat de vraag al eerder gesteld en beantwoord is, een "acte éclairé". In dit geval kan de rechter of het Hof van Justitie volstaan met een verwijzing naar het desbetreffende arrest. Ten slotte is het ook mogelijk dat het antwoord op de desbetreffende rechtsvraag zo duidelijk en voor de hand liggend is, dat een nationale rechter de vraag zelf kan beantwoorden met toepassing van het relevante Europese recht. Dit wordt aangeduid als een "acte clair".
Een prejudiciële vraag zal ertoe leiden dat een procedure moet worden geschorst door de nationale rechter, in afwachting van de uitspraak van het Hof van Justitie.

## Nederland
Sinds 1 juli 2012 is het ook voor Nederlandse rechters in civiele geschillen mogelijk om, ambtshalve of op verzoek van een van de partijen, prejudiciële vragen te stellen aan de Hoge Raad. Voorheen werd partijen door een rechtbank of gerechtshof ook wel de gelegenheid te geven de rechtsuitleg van een gerecht aan te vechten door tussentijds hoger beroep of beroep in cassatie open te stellen.

## België
Indien in een rechtszaak een vermoeden bestaat dat een wetgevende akte ongrondwettig is, dient de rechter een prejudiciële vraag te stellen aan het Grondwettelijk Hof. De rechter moet dan wachten op een uitspraak van het Hof. Als de rechter een antwoord krijgt van het Grondwettelijk Hof dient hij zich ook aan deze uitspraak te houden, hij dient (in geval dat op de prejudiciële vraag positief wordt geantwoord) de omstreden wet/decreet/ordonnantie in deze zaak dus buiten toepassing te laten. Let op: de ongrondwettige wet/decreet/ordonnantie blijft nog steeds bestaan in de rechtsorde! Na een prejudiciële vraag waarop het Grondwettelijk Hof de ongrondwettigheid van een wet/decreet/ordonnantie bevestigt gaat ook terug een termijn van 6 maanden in waarin men een aanvraag tot vernietiging kan indienen. De rechter kan het Grondwettelijk Hof niet omzeilen door te stellen dat zij een wetgevende akte toetst aan een internationaal verdrag, dat ruimere bescherming biedt dan de Belgische Grondwet, waardoor ze dus de wetgevende akte in feite toetst aan de Grondwet, zonder een prejudiciële vraag te stellen aan het Grondwettelijk Hof. Indien een internationaal verdrag een analoge bepaling heeft in de Grondwet heeft het Grondwettelijk Hof zich bevoegd geacht om dit te toetsen aan de wetten, decreten en ordonnanties.